# Bruzella
Bruzella foi uma comuna da Suíça, no Cantão Tessino, com cerca de 204 habitantes. Estendia-se por uma área de 3,48 km², de densidade populacional de 59 hab/km². Confinava com as seguintes comunas: Cabbio, Caneggio, Castel San Pietro, Moltrasio (IT-CO), Schignano (IT-CO).
A língua oficial nesta comuna era o Italiano.

## História
Em 25 de outubro de 2009, passou a formar parte da nova comuna de Breggia.